# Giovanni Piccolomini
Giovanni Piccolomini (Siena, 9 de octubre de 1475 - ib., 21 de noviembre de 1537), llamado popularmente "el cardenal de las lunas" por las de sus armas, fue un eclesiástico italiano. 

## Biografía
Hijo de Andrea Todeschini Piccolomini y de Agnese Farnese, miembros del patriciado de la República de Siena, por parte de la madre era sobrino nieto de Paulo III, y por la del padre, sobrino de Pío III y del duque de Amalfi, y sobrino nieto de Pío II. 
Arzobispo de Siena desde cerca de 1501, en el consistorio celebrado en 1517 León X le creó cardenal de Santa Sabina, título que posteriormente cambió por los de Santa Balbina (1521), Albano (1524), Palestrina (1531), Porto-Santa Rufina (1533) y Ostia (1535). 
Fue administrador de las diócesis de L'Aquila, Umbriático y Sion, cardenal elector en los cónclaves de 1521, 1523 y 1534 en que fueron elegidos papas Adriano VI, Clemente VII y Paulo III, camarlengo del Colegio de Cardenales en 1521-22 y decano del mismo desde 1534.
Esta enterrado en la Catedral de Siena, ciudad donde murió a los 62 años.